# Ellen Corby

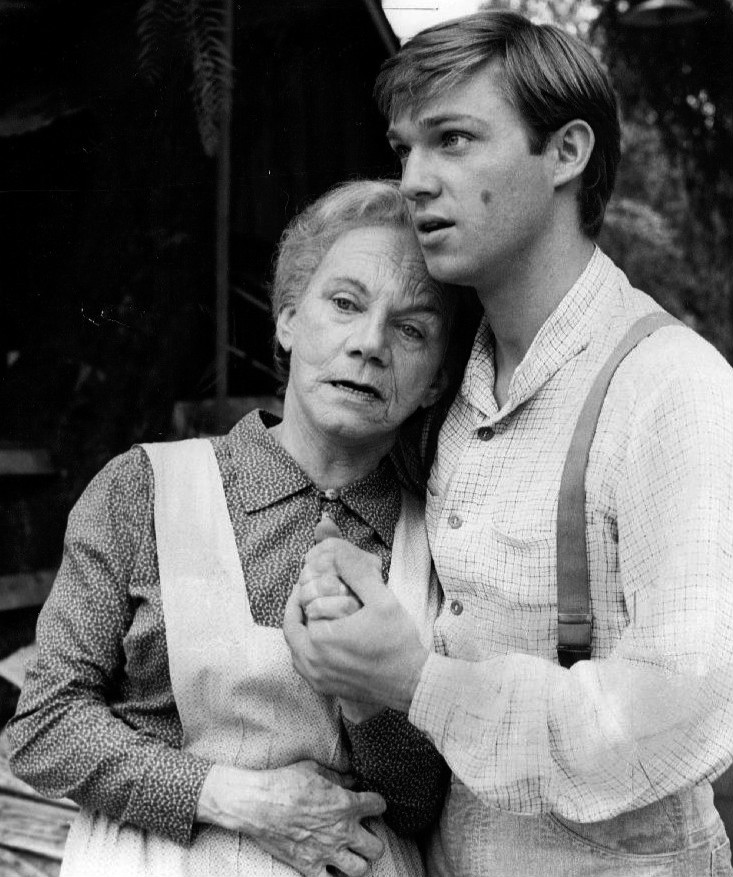
Ellen Corby şi Richard Thomas în 1976

Ellen Corby (n. 3 iunie 1911 – d. 14 aprilie 1999) a fost o actriță americană de film.

## Filmografie
Anii 1930
- Rafter Romance (1933) ca Telemarketer (nemenționată)
- Sons of the Desert (1933) ca Dress Person at Table Next to Chase's (nemenționată)
- Twisted Rails (1934) ca rol nedeterminat (nemenționată)
- Babes in Toyland (1934) ca Townswoman at Tom-Tom's Trial (nemenționată)
- Speed Limited (1935) ca Secretary (nemenționată)
- The Broken Coin (1936) ca Bit Part (nemenționată)

Anii 1940
- Cornered (1945) ca Swiss Maid (nemenționată)
- The Scarlet Horseman (1946) ca Mrs. Barnes (nemenționată)
- The Spiral Staircase (1946) ca Neighbour (nemenționată)
- From This Day Forward (1946) ca Mother (nemenționată)
- The Truth About Murder (1946) ca Betty - Ashton's Secretary (nemenționată)
- Bedlam (1946) ca Queen of the Artichokes (nemenționată)
- The Dark Corner (1946) ca Maid (nemenționată)
- In Old Sacramento (1946) ca Scrubwoman (nemenționată)
- Cuban Pete (1946) ca Screaming Patient (nemenționată)
- Lover Come Back (1946) ca Rita, Kay's Secretary (nemenționată)
- Till the End of Time (1946) ca Mrs. Sumpter (nemenționată)
- Crack-Up (1946) ca Reynold's Maid (nemenționată)
- Sister Kenny (1946) ca Hospital Scrub Woman (nemenționată)
- The Locket (1946) ca Ginny, Kitchen Maid (nemenționată)
- It's a Wonderful Life (1946) ca Ms. Davis (nemenționată)
- Beat the Band (1947) ca Gertrude's Mother (nemenționată)
- Born to Kill (1947) ca 2nd Maid (nemenționată)
- The Long Night (1947) ca Lady in Crowd (nemenționată)
- The Unfaithful (1947) ca Courtroom Spectator (nemenționată)
- Living in a Big Way (1947) ca Broken Arms' Sailors Wife (nemenționată)
- They Won't Believe Me (1947) ca Screaming Woman (nemenționată)
- Cry Wolf (1947) ca Wedding Caterer (nemenționată
- The Bachelor and the Bobby-Soxer (1947) ca Courtroom Spectator (nemenționată)
- The Hal Roach Comedy Carnival (1947) ca Cathy, the Maid, in 'Fabulous Joe'
- The Fabulous Joe (1947) ca Cathy, the Maid (nemenționată)
- Driftwood (1947) ca Excitable Woman (nemenționată)
- Railroaded! (1947) ca Mrs. Wills (nemenționată)
- Forever Amber (1947) ca Marge (nemenționată)
- The Judge Steps Out (1947) ca Mother at Party (nemenționată)
- If You Knew Susie (1948)
- I Remember Mama (1948) ca Aunt Trina
- The Noose Hangs High (1948) ca Hilda, the Maid (nemenționată)
- Fighting Father Dunne (1948) ca Colpeck's Secretary (nemenționată)
- Strike It Rich (1948) ca Mrs. Annie Harkins
- The Dark Past (1948) ca Agnes
- A Woman's Secret (1949) ca Nurse
- Rusty Saves a Life (1949) ca Miss Simmons (nemenționată)
- Little Women (1949) ca Sophie
- Mighty Joe Young (1949) ca Nurse at Orphanage (nemenționată)
- Madame Bovary (1949) ca Félicité

Anii 1950
- Captain China (1950) ca Miss Endicott
- Caged (1950) ca Emma Barber
- The Gunfighter (1950) ca Mrs. Devlin
- Peggy (1950) ca Mrs. Privet, the Librarian
- Edge of Doom (1950) ca Mrs. Jeanette Moore
- Harriet Craig (1950) ca Lottie
- Stars over Hollywood (1950) ca Rosa Peterson
- The Mating Season (1951) ca Annie
- Stars over Hollywood (1951) ca Rosa Peterson
- Goodbye, My Fancy (1951) ca Miss Birdshaw
- On Moonlight Bay (1951) ca Miss Mary Stevens
- Angels in the Outfield (1951) ca Sister Veronica
- Here Comes the Groom (1951) ca Mrs. McGonigle
- The Barefoot Mailman (1951) ca Miss Della (nemenționată)
- The Sea Hornet (1951) ca Mrs. Drinkwater
- The Big Trees (1952) ca Sister Blackburn
- Fearless Fagan (1952) ca Mrs. Ardley
- Monsoon (1952) ca Katie
- Your Jeweler's Showcase (1952)
- The Story of Three Loves (1953)
- Woman They Almost Lynched (1953) ca First Townswoman
- Shane (1953) ca Mrs. Liz Torrey
- The Vanquished (1953) ca Mrs. Barbour
- You Are There (1953) ca Mrs. Mary Surratt
- Letter to Loretta (1953) ca Jennie
- Dragnet (1953) ca Margaret Beckar
- A Lion Is in the Streets (1953) ca Singing Woman
- Dragnet (1954) ca Thelma Keene
- Four Star Playhouse (1954) ca Martha - Maid / Elsie
- Untamed Heiress (1954) ca Mrs. Flanny
- The Ford Television Theatre (1954) ca Mabel
- The Bowery Boys Meet the Monsters (1954) ca Amelia Gravesend
- About Mrs. Leslie (1954) ca Mrs. Croffman
- Susan Slept Here (1954) ca Coffee Shop Waitress (nemenționată)
- Lux Video Theatre (1954) ca Lavinia Penniman / Aunt
- Sabrina (1954) ca Miss McCardle
- Stage 7 (1955) ca Old Lady
- General Electric Theater (1955) ca Frankie, Joan's maid
- Alfred Hitchcock Presents (1955) ca Maggie
- Illegal (1955) ca Miss Hinkel
- The Millionaire (1955) ca Nancy Marlborough
- Slightly Scarlet (1956) ca Martha - June Lyons' Maid (nemenționată)
- The Millionaire (1956) ca Bedelia Buckley
- Matinee Theater (1956) ca Louise / Cissie
- I Love Lucy (1956) ca Miss Hanna
- The Roy Rogers Show (1956) ca Amity Bailey
- Lux Video Theatre (1956) ca Harriet / Norah / Nurse / Martha
- Stagecoach to Fury (1956) ca Sarah Farrell
- Alfred Hitchcock Presents (1956) ca Marie McGurk
- The Go-Getter (1956) ca The Maid
- The Life and Legend of Wyatt Earp (1957) ca Mrs. Jane McGill
- The People's Choice (2 episodes, 1956, 1958) ca Flora Jordan / Miss J. Hopkins / Lola
- Mr. Adams and Eve (1957) ca Fan
- The Joseph Cotten Show, also known as On Trial (1957) ca Martha
- All Mine to Give (1957) ca Mrs. Raiden
- The Adventures of Rin Tin Tin (1957) ca Sally Benton
- The 20th Century Fox Hour (1957) ca Minerva Comstock
- The Seventh Sin (1957) ca Sister Saint Joseph
- God Is My Partner (1957) ca Mrs. Dalton
- Night Passage (1957) ca Mrs. Feeney
- The Adventures of Jim Bowie (1957) ca Adorine
- Rockabilly Baby (1957) ca Mrs. Wellington
- Trackdown, recurring role (1957–1959) ca Henrietta Porter
- Alfred Hitchcock Presents (1958) ca Miss Samantha
- Vertigo (1958) ca Manager of McKittrick Hotel
- Decision (1958) ca Granny Dawson
- As Young as We Are (1958) ca Nettie McPherson
- Macabre (1958) ca Miss Kushins
- The Restless Gun (1958) ca Mrs. Amy Morgan / Emma Birch
- Richard Diamond, Private Detective (1958) ca Harriet
- Trackdown (1958) ca Henrietta Porter
- The Texan, in "The Lord Will Provide" (1958)[4] as Katy Clayton
- 77 Sunset Strip (1959) ca Martha Ward
- Peter Gunn (1959) ca Irma Goffney
- Perry Mason (1959) ca Old Lady Card Player
- The Restless Gun (1959) ca Ruth Purcell
- Wagon Train (1959) ca Aunt Em
- Lock Up (1959) ca Mrs. Cathrey
- The DuPont Show with June Allyson, with James Coburn and Jane Powell, in episode entitled "The Girl" (1959) ca Mrs. Walters
- Richard Diamond, Private Detective (1959) ca Miss Carter

Anii 1960
- Bonanza (1960) ca Lorna Doone Mayberry
- General Electric Theater (1960) ca Ma Jericho
- Hot off the Wire (1960)
- The Rifleman (1960) ca Mrs. Avery
- Visit to a Small Planet (1960) ca Mrs. Mabel Mayberry
- Tightrope (1960) ca Hazel Mason
- Alfred Hitchcock Presents (1960) ca Emma
- The Chevy Mystery Show (1960) ca Maria
- Wagon Train (1960) ca Aunt Em
- The Rebel (1960) ca Carrie Blyden
- Dennis the Menace (1960) ca Miss Douglas
- Thriller (1960) ca Mrs. Peele
- Tales of Wells Fargo (1960) ca Kate Wiggam
- Lock-Up (1960) ca Amy Kraus
- Lassie (1961) ca Pearlie Mae Yochim / Pearlie Mae
- Surfside 6 (1961) ca Addie Horton
- The Tall Man (1961) ca Hannah Blossom
- Hennesey (2 episodes 1960–1961) ca Mrs. Hammer - Landlady
- The Tab Hunter Show (1961)
- Frontier Circus (1961) ca Abby
- General Electric Theater (1961) ca Gracie Jordan
- The Rifleman (1961) ca Mrs. Morgan
- Pocketful of Miracles (1961) ca Soho Sal
- Follow the Sun (1961) ca Annabelle Witherspoon
- The Dick Powell Show (1962) ca Mrs. Butterworth
- The Joey Bishop Show (1962) ca the Judge
- Saintly Sinners (1962) ca Mrs. McKenzie
- 87th Precinct (1962) ca Mrs. Brodek
- Cheyenne (1962) ca Hortense Durango
- Dr. Kildare (1962) ca Ainsley Hallie
- Bonanza (1963) ca Cora Milford
- The Andy Griffith Show (1963) ca Myrt 'Hubcaps' Lesh
- McKeever and the Colonel (1963) ca Mrs. Blackwell
- The Caretakers (1963) ca Irene
- The Lucy Show (1963) ca Miss Tanner / Woman in Park
- 4 for Texas (1963) ca Widow
- The Strangler (1964) ca Mrs. Kroll
- Destry (1964) ca Granny Jellico
- Gomer Pyle, U.S.M.C. (1964) ca Mother
- The Beverly Hillbillies (1964) ca Mrs. Emma Poke
- The Virginian (1964) ca Mrs. Clancy
- Hush… Hush, Sweet Charlotte (1964) ca Town Gossip
- The Alfred Hitchcock Hour (1964) ca The Chief Nurse
- Daniel Boone (1965) ca Hilda Brock
- The Addams Family (1965) ca Mother Lurch
- The Donna Reed Show (1965) ca Christine Moss
- Ben Casey (1965) ca Mrs. Jacoby
- The Family Jewels (1965) ca Airline Passenger
- The Farmer's Daughter (1965) ca Mrs. Schuyler
- Please Don't Eat the Daisies (1965)
- The F.B.I. (1966) ca Mary Carmichael / Mrs. Stone
- The Ghost and Mr. Chicken (1966) ca Miss Neva Tremaine
- Get Smart (1966) ca Agnes Davenport
- Honey West (1966) ca Nellie Peedy
- Lassie (1966) ca Bess Wright
- The Night of the Grizzly (1966) ca Hazel Squires
- Bob Hope Presents the Chrysler Theatre (1966) ca Miss Purdy
- The Glass Bottom Boat (1966) ca Anna Miller
- The Fugitive (1966) ca Mrs. Murdock / Mrs. Barlow
- Laredo (1966) ca Ma Sweet
- The F.B.I. (1967) ca Elizabeth Page
- The Invaders (1967) ca Aunt Sara
- The Girl from U.N.C.L.E. (1967) ca Madame Bloor
- Mr. Terrific (1967) ca Mrs. Walters
- Rango (1967)
- The Gnome-Mobile (1967) ca Etta Pettibone (nemenționată)
- The Big Valley (1967) ca Emmie Pearson
- Batman (1968) ca Mrs. Green
- The F.B.I. (1968) ca Hannah Beecher / Aunt Florrie Buell
- The Mystery of Edward Sims (1968) ca Woman at Burton Ridge land office
- The Legend of Lylah Clare (1968) ca Script Girl
- Ruba al prossimo tuo (1968) ca Maddy Walker
- The High Chaparral (1968) ca Mrs. Dilts
- The Guns of Will Sonnett (1968) ca Molly Cobb
- Lassie (1968) ca Amy Baker
- Hawaii Five-O (1968) ca Mrs. Feathertree
- Ironside (1969) ca Agnes Fairchild
- Adam-12 (1969) ca Mrs. Cunningham
- Gomer Pyle, U.S.M.C. (1969) ca Mother
- Angel in My Pocket (1969) ca Old Woman
- The Outsider (1969) ca Aunt Myrtle
- Lancer (1969) ca Widow Hargis

Anii 1970
- The F.B.I. (1970) ca Mrs. Anderson
- Nanny and the Professor (1970) ca Mrs. Kaufman
- Bracken's World (1970) ca Mrs. Hopkins
- Adam-12 (1971) ca Camille Gearhardt
- Love, American Style (1971) ca The Little Old Lady (segment "Love and the Jury")
- The Odd Couple (1971) ca Florence
- Cannon (1971) ca Teacher
- Support Your Local Gunfighter (1971) ca Abigail
- A Tattered Web (1971) ca Mrs. Simmons
- The Partners (1971 TV Series, who took no prisoners!) ca Eddie Palalskie's mother
- The Homecoming: A Christmas Story (1971) ca Esther Walton
- The Waltons, series regular as Esther Walton (1972–1980) ca Esther Walton
- Napoleon and Samantha (1972) ca Gertrude
- Night Gallery (1972) ca Miss Patience
- Love, American Style (1972) ca Granny Gambler (segment "Love and Lady Luck")
- Tenafly (1973) ca Leslie Storm
- The Story of Pretty Boy Floyd (1974) ca Ma Floyd

Anii 1980
- All the Way Home (1981) ca Great-Gandmaw
- Wedding on Walton's Mountain (1982) ca Grandma Walton
- A Day for Thanks on Walton's Mountain (1982) ca Grandma Walton

Anii 1990
- A Walton Thanksgiving Reunion (1993) ca Grandma Walton
- A Walton Wedding (1995) ca Grandma Walton
- A Walton Easter (1997) ca Grandma Walton (final film role)

### Scenarist
- The Broken Coin (1936) (Original Story as Ellen Hansen)
- Twilight on the Trail (1941) (screenplay)
- Hoppy's Holiday (1947) (story)
- The Waltons (story, 2 episodes): The Separation (1973), The Search (1976)